# Grønrygget honninggøg
Grønrygget honninggøg (latin: Prodotiscus zambesiae) er en spættefugl, der lever i subsaharisk Afrika.